# Манастир Радовашница
Манастир Радовашница је манастир Српске православне цркве, епархије шабачке. Представља непокретно културно добро као споменик културе. Евгенија Абт монахиња манастира је ктитор.

## Положај
Манастир се налази у истоименом селу на двадесет три километра од Шапца, у подножју северне стране планине Цер. Посвећен је светим архангелима Михаилу и Гаврилу, а сматра се задужбином краља Драгутина Немањића.
Манастир слави две славе. То су Сабор светог архангела Гаврила, 26. јула по новом календару, и Покров Пресвете Богородице, 14. октобра. Преслава манастира Радовашница (народни сабор) је на светог пророка Илију, 2. августа.

## Историја
Манастир се налази  испод планине Цер, на месту окруженом столетним стаблима храстове, букове и липове шуме, у селу Радовашница. Храм Светих архангела Михаила и Гаврила помиње се у најстаријим записима са реке Радовашнице.  Сматра се да је манастир задужбина краља Драгутина Немањића, који је владао од 1282. до 1316. године.
Манастир на Церу је пре турског времена заузимао видно место. Био је саграђен у рашком стилу од ломљеног камена, покривен шиндром.
Први писани помен манастира је турски попис из 1548. године, док се у нашим изворима индиректно помиње 1541. године. Свакако, манастир је саграђен пре доласка Турака и задужбина је Драгутина Немањића.
У турским пописима из 1600. и 1624. године, налазимо и друго име овог манастира — Косаник. Име је можда везано за стари Косанин град, чије рушевине се налазе на врху Цера.
У старим записима се манастир назива и Храм Светог архангела Михаила, или Михаила и Гаврила, на реци Радованшчици или Радовантици.

## Архитектура
Манастирска црква грађена је у стилу рашке школе. Грађена је од ломљеног камена и покривена шиндром. Има облик два прекрштена правоугаоника са припратом и заобљеном олтарском апсидом. Кубе је округло споља и изнутра држе зидни пиластри. Стубови се завршавају луцима који држе квадратно постоље на коме је изведено кубе. Ово постоље споља је доста наглашено.